# Baltazaria nigrescens
Baltazaria nigrescens är en stekelart som beskrevs av Setsuya Momoi 1970. Baltazaria nigrescens ingår i släktet Baltazaria och familjen brokparasitsteklar. Inga underarter finns listade.